# Lithophane ornitopus
Lithophane ornitopus là một loài bướm đêm trong họ Noctuidae.

## Hình ảnh

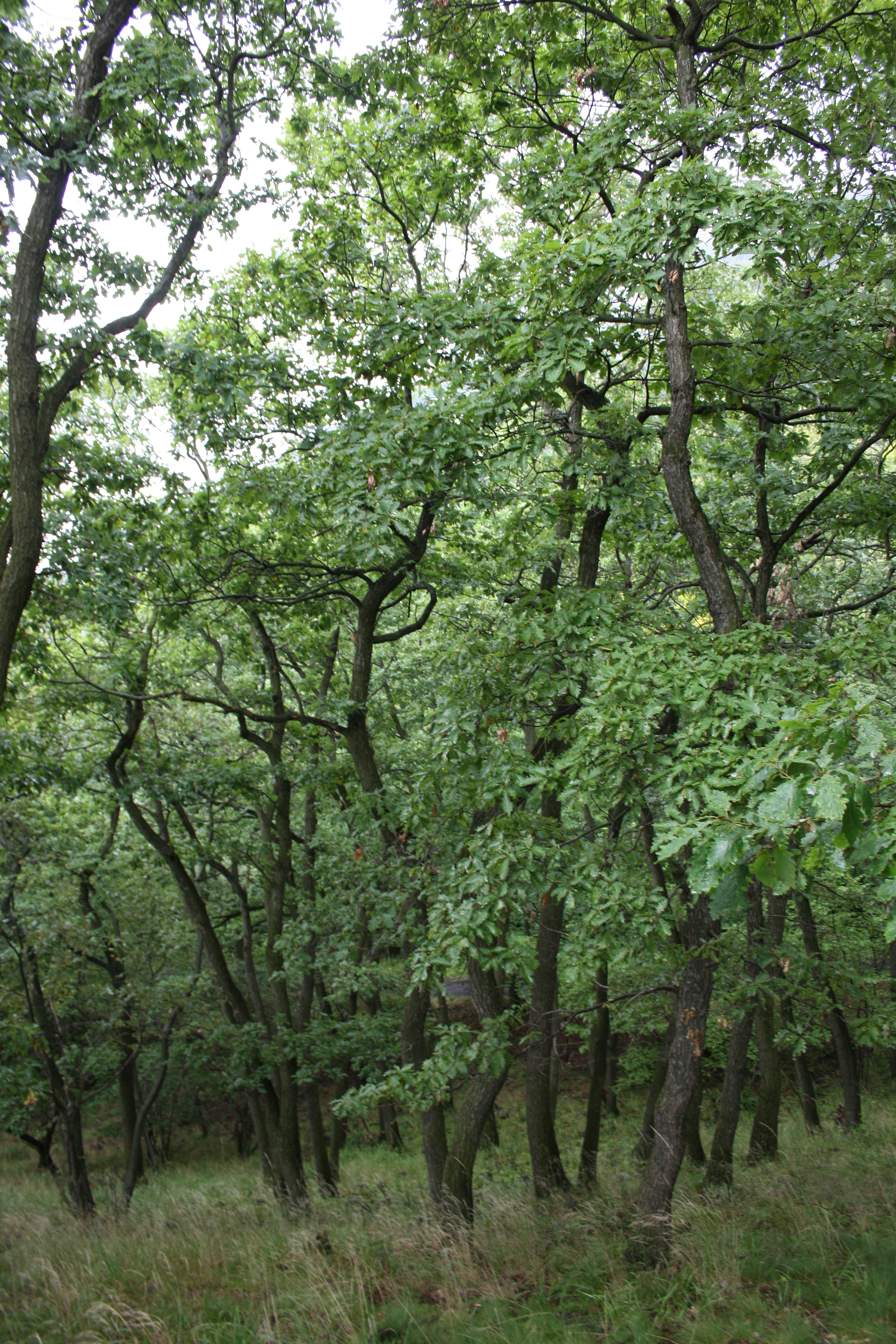
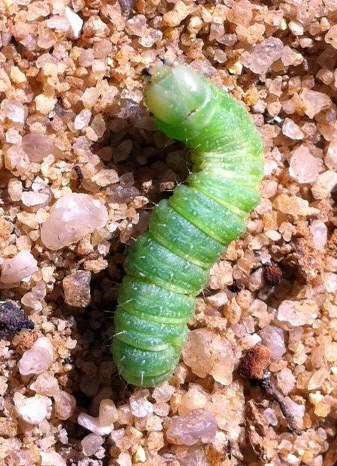
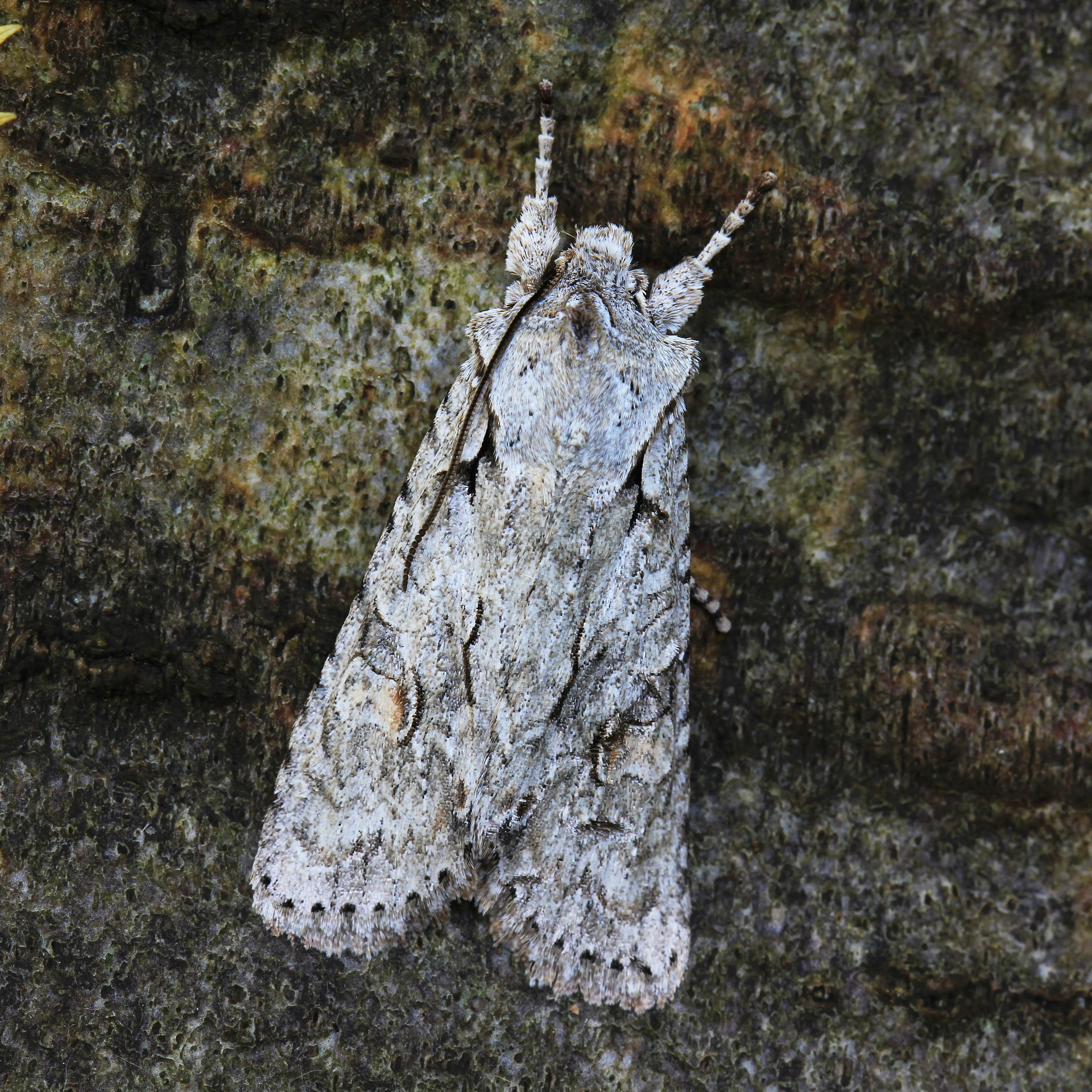
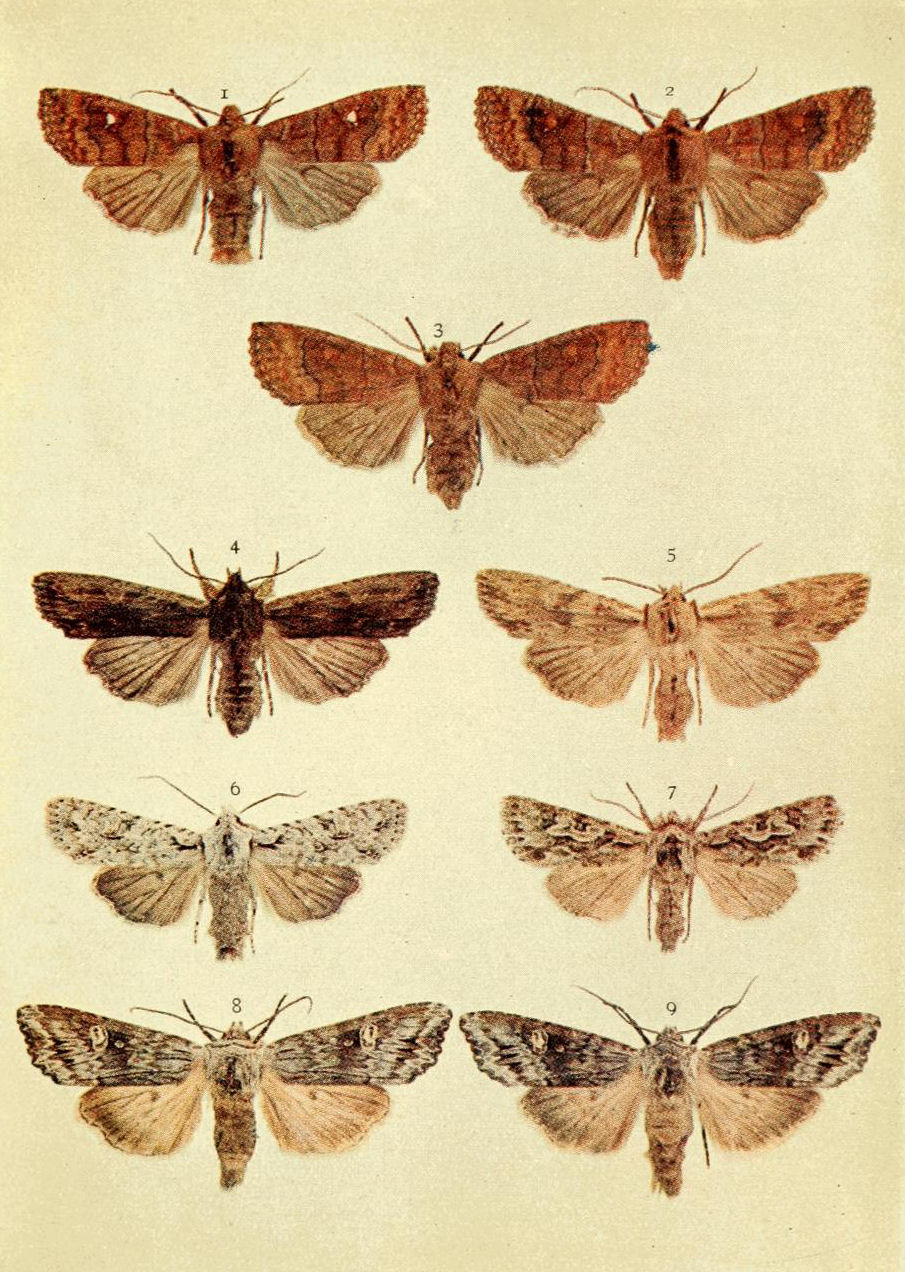